# Rewa (ciutat)
Rewa (hindi: रीवा) és una ciutat i municipi de Madhya Pradesh, capital del districte de Rewa i de la divisió de Rewa i antiga capital del principat de Rewa. Està situada a 24° 32′ N, 81° 18′ E / 24.53°N,81.3°E. Segons el cens del 2001 la població era de 183.232 habitants (la població cent anys enrere, el 1901 era de 24.608 habitants). És el lloc d'origen de Tar sen (o Tarsen) el gran músic indi contemporani d'Akbar el Gran.

## Llocs interessants
- Palau del maharaja Vishvanath Singh
- Palau de Kothi o palau Nou (de 1883)
- Muralles de 6 metres d'altura amb accés a l'est per la Jhula Darwaza (Porta Oscil·lant), portada de l'antifa ciutat de Gurgi Masaun, a 20 km a l'est. Gran part de la ciutat nova fou destruïda per una inundació el 1882.
- Jardins de Lakshman Bagh amb temples vaixnavites (a la meitat del segle xix el maharajà era un seguidor actiu d'aquesta secta)